# Solegnathus hardwickii
Solegnathus hardwickii es una especie de pez de la familia Syngnathidae en el orden de los Syngnathiformes.

## Morfología
- Los machos pueden alcanzar 40 cm de longitud total.[1][2]

## Reproducción
Es ovovivíparo y el macho transporta los huevos en una bolsa ventral, la cual se encuentra debajo de la cola.

## Hábitat
Es un pez de mar y de clima subtropical.

## Distribución geográfica
Se encuentra en Mauricio y, también, desde el Mar de la China Meridional hasta el sur del Japón y el norte de Australia.